# Ptochophyle faganaria
Ptochophyle faganaria là một loài bướm đêm trong họ Geometridae.